# Ádám László (labdarúgó)
Ádám László (Jászapáti, 1955. szeptember 15. –) magyar labdarúgó.
Az Újpesti Dózsából került kölcsönben a Salgótarjánhoz 1977 nyarán. Itt 1978-ban bajnokságot nyert az NB II-ben. Az NB I-ben az első fordulóban megsérült. Később már nem kapott lehetőséget és 1978 végén távozott a csapattól.
Ezt követően a Ferencváros edzéseit látogatta, de az élő szerződésére hivatkozva a Dózsa visszahívta. Az Újpest továbbra sem tartott igényt a játékára, így rövid ideig Vácra került kölcsönbe, majd szóba került Debrecenbe, majd Székesfehérvárra igazolása. Ádám ekkor kérvényezte, hogy az FTC-be igazolhasson. A Dózsa Ebedli Zoltánt az FTC válogatott játékosát kérte Ádámért cserébe, amit a Ferencváros nem fogadott el. A végső döntést az OTSH hozta meg: Ádám szabadon dönthette el, melyik csapatban akar szerepelni.